# Denis Odoi
Denis Frimpong Odoi, född 27 maj 1988, är en belgisk-ghanansk fotbollsspelare som spelar för Royal Antwerp.

## Klubbkarriär
Odoi debuterade för Fulham den 5 augusti 2016 i en 1–0-vinst över Newcastle United. Den 31 januari 2022 värvades Odoi av Club Brugge, där han skrev på ett 2,5-årskontrakt.
Den 25 juni 2024 skrev Odoi på ett tvåårskontrakt med Royal Antwerp.

## Meriter
Anderlecht
- Belgisk mästare: 2011/2012, 2012/2013
- Belgisk supercupvinnare: 2012

 Lokeren
- Belgisk cupvinnare: 2013/2014

 Fulham
- Vinnare av EFL Championship: 2021/2022

 Club Brugge
- Belgisk mästare: 2021/2022
- Belgisk supercupvinnare: 2022